# Jörn Birkholz
Jörn Birkholz (* 1972 in Bremen) ist ein deutscher Schriftsteller und Musiker.

## Leben und Werk
Jörn Birkholz studierte Geschichts- und Kulturwissenschaften an der Universität Bremen. Er veröffentlichte Prosa in mehreren Einzeltiteln sowie in Anthologien, Online-Magazinen und Literaturzeitschriften. Von 2015 bis 2017 verfasste er zahlreiche Rezensionen für Glanz und Elend – Magazin für Literatur und Zeitkritik, für Evolver und junge Welt. Zudem verfasst er regelmäßig Prosatexte für textem und das Schweizer Untergrund Blättle. Einige seiner Erzählungen wurden ins Georgische übersetzt. Als Kopf der düsteren Dada-Punkband Das Leck veröffentlichte er seit 2017 bisher fünf Platten. Jörn Birkholz lebt und arbeitet in Mainz und Bremen.
Birkholz ist Mitglied des PEN Berlin.

## Publikationen (Auswahl)
- Deplatziert. Roman. Schardt, Oldenburg 2009, ISBN 978-3-89841-472-2.
- Schachbretttage. Roman. Folio Verlag, Wien/Bozen 2014, ISBN 978-3-85256-642-9.
- Das Ende der liegenden Acht. Sisyphus, Klagenfurt 2017, ISBN 978-3-903125-16-2.
- Der Obermieter. Erzählungen. Kulturmaschinen, Berlin 2019 ISBN 978-3-96763-008-4
- Der Ausbruch. Roman. Karl Rauch Verlag, Düsseldorf 2024, ISBN 978-3-7920-0291-9

## Diskografie mitDas Leck
- Frauengold (fuego; 2017)
- Ferdydurke (fuego; 2019)
- Limonka (fuego; 2020)
- Wanka Stanka (fuego; 2022)
- Babybong Babylon (fuego; 2024)